# Basler BT-67
Dimensions
Le Basler BT-67 est un avion produit par Basler Turbo Conversions à Oshkosh, Wisconsin.
Cet avion est fondé sur la structure réaménagée du Douglas DC-3, ces modifications augmentent la durée d'utilisation du DC-3. Cette conversion inclut l'ajout de turbopropulseurs Pratt & Whitney Canada PT6A-67R, l'allongement du fuselage, le renforcement de la structure, la modernisation de l'avionique et des modifications sur les bords d'attaque et le saumon des ailes.

## Opérateurs

### Opérateurs civils
- Aerocontractors, États-Unis

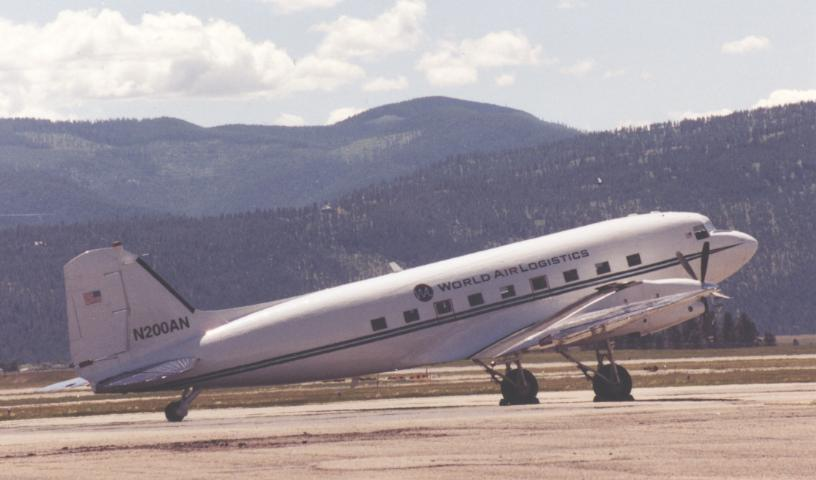
Basler BT-67, conversion No.1, N200AN, World Air Logistics, à Missoula Montana en 2000.

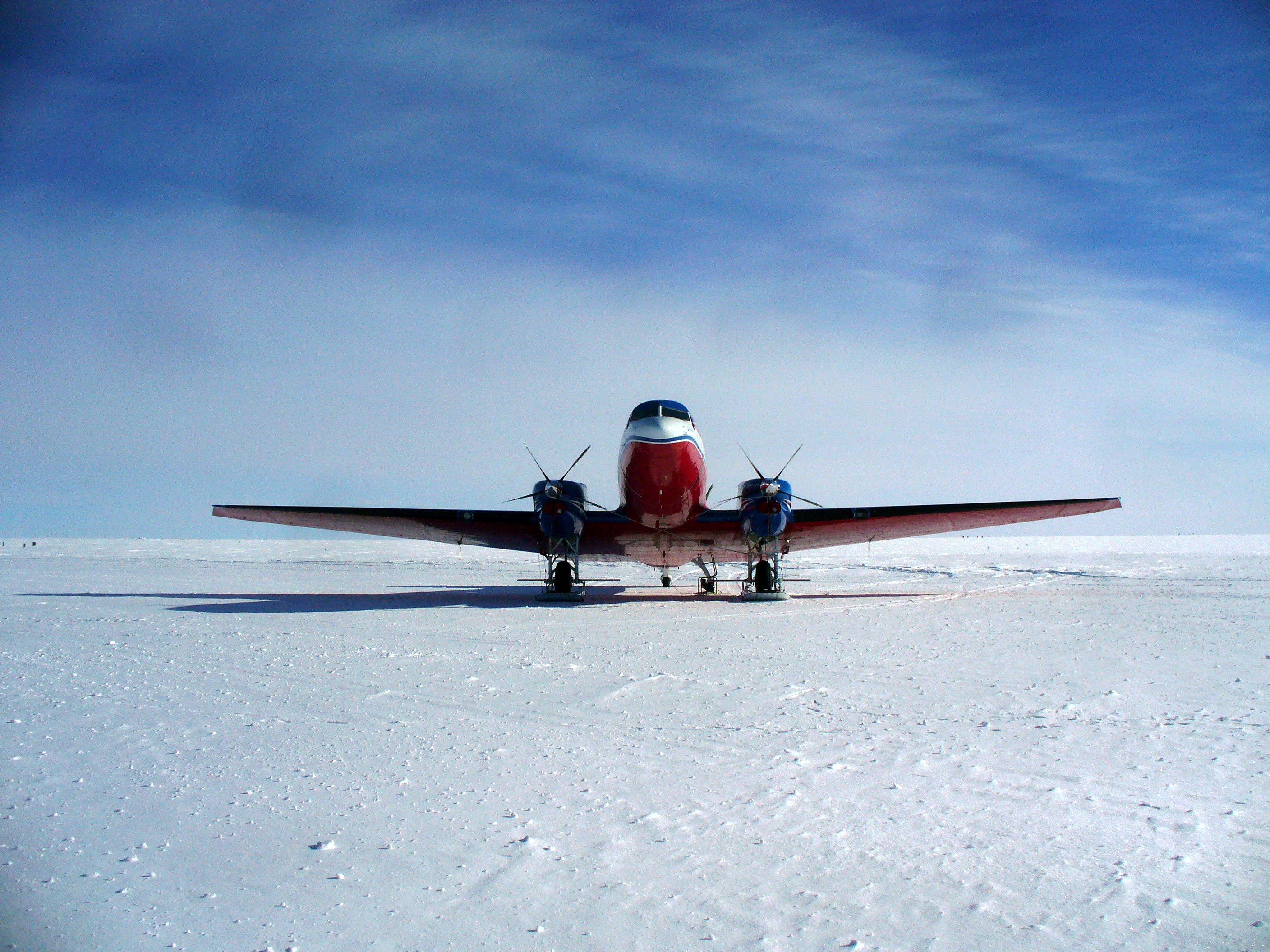
Basler BT-67 opéré par ALCI à la Amundsen-Scott South Pole Station.

- Antarctic Logistics Centre International (ALCI), Afrique du Sud, Canada
- Institut Alfred-Wegener pour la recherche polaire et marine, Allemagne
- Bell Geospace Aviation, Inc, États-Unis
- Kenn Borek Air, Canada
- Spectrem Air Surveys, Afrique du Sud
- Service des forêts des États-Unis, États-Unis
- Polar Research Institute of China, Chine[2]
- World Air Logistics

### Opérateurs militaires
Bolivie
- Armée de l'air de Bolivie
- Chili

Force aérienne chilienne, 2 achetés en 2017
 Colombie
- Armée de l'air colombienne
- Police nationale colombienne

 Salvador
- Force aérienne salvadorienne

 Guatemala
- Force aérienne guatémaltèque

 Malawi
- Armée de l'air du Malawi

 Mali
- Armée de l'air du Mali

 Mauritanie
- Forces armées mauritaniennes

 Thaïlande
- Force aérienne royale thaïlandaise

 États-Unis
- United States Air Force